# 트렁크 (드라마)
《트렁크》(영어: The Trunk)는 넷플릭스에서 2024년 11월 공개된 대한민국의 로맨스, 미스터리 드라마이다.

## 제작진

### 제작
- 이동규
- 신연주

### 제작사
- 지티스트
- 프로젝트318

### 원작
- 김려령

### 연출
- 김규태 : ( KBS1 저녁 일일연속극 《노란 손수건》(기획), KBS2 월화 미니시리즈 《이 죽일 놈의 사랑》(공동연출), KBS2 월화 미니시리즈 《그들이 사는 세상》(공동연출), KBS2 수목 미니시리즈 《아이리스》(공동연출), JTBC 월화 미니시리즈 《빠담빠담… 그와 그녀의 심장박동소리》(연출), SBS 드라마 스페셜 《그 겨울, 바람이 분다》(연출), SBS 드라마 스페셜 《괜찮아, 사랑이야》(연출), SBS 월화 미니시리즈 《달의 연인 - 보보경심 려》(연출), tvN 주말 미니시리즈 《라이브》(연출), tvN 주말 특별기획 드라마 《우리들의 블루스》(연출) 등 연출 )

### 극본
- 박은영 : ( KBS2 수목 미니시리즈 《파트너》(공동집필), KBS2 단막극 《KBS 드라마 스페셜 - 조금 야한 우리 연애》(집필), KBS2 단막극 《KBS 드라마 스페셜 - 소년, 소녀를 만나다》(집필), KBS2 단막극 《KBS 드라마 스페셜 - 오페라가 끝나면》(집필), KBS2 단막극 《KBS 드라마 스페셜 - 피아니스트》(집필), KBS2 단막극 《KBS 드라마 스페셜 - 영덕 우먼스 씨름단》(집필), KBS2 단막극 《KBS 드라마 스페셜 연작시리즈 - 동화처럼》(집필), KBS2 월화 특별기획 드라마 《화랑》(집필) 등 집필 )

## 등장 인물

### 주요 인물
- 서현진 : 노인지 역
- 공유 (아역: 조성하) : 한정원 역
- 엄지원 : 이선 역

### 한정원 주변 인물
- 정윤하 (아역: 김윤슬) : 이서연 역
- 조이건[1] : 윤지오 역
- 홍우진 : 오현철 역
- 주민경 : 강윤아 역
- 김은석 : 정원의 아버지 역
- 유담연[2] : 정원의 어머니 역

### 노인지 주변 인물
- 이정은 : 권도담 역
- 이기우 : 서도하 역
- 전혜진 : 정시정 역
- 김동원 : 엄태성 역

### 경찰
- 최영준 : 김현추 역
- 양대혁 : 오진범 역
- 김뢰하 : 마수사 역

### 그 외 인물
- 김호정 : 백유심 역
- 차승원 : 남편 역
- 정경호 : 준호 역
- 최윤지 : 유인영 역
- 김우진 : 엔진 역
- 강후재 : 로비 역

## 참고 사항
- 공유와 서현진은 같은 매니지먼트 숲 소속 연기자로 2017년 제53회 백상예술대상에서 각자 드라마 부문 최우수 남녀주연상을 수상하면서 접점을 맺은 바가 있으며, 이 드라마가 둘이 함께 출연하는 첫 작품이다.
- 4화에서 공유와 서현진이 보는 영화는 샘 레이미 감독의 초기작 이블데드(1982)이다.